# 周荣鑫
周荣鑫（1917年2月—1976年4月13日），原名周文华，男，山东蓬莱人，中华人民共和国政治人物。1937年加入中国共产党。曾任中华人民共和国国务院秘书长、教育部部长等职；他还曾是中国建筑学会第一、二届理事长。

## 生平
在一二·九运动中，参加了抗日民族先锋队。1937年1月赴延安，并参加“抗大”二期学习班学习；后又进入中央党校学习，并留校任教务处干事、班主任等职。1943年后，周荣鑫一直在晋察冀边区、以及中共中央华北局工作。
中华人民共和国建国后，周荣鑫历任中央人民政府财经委员会秘书长，建筑工程部副部长，中共浙江省委常委、浙江大学党委书记兼校长，教育部副部长，国务院副秘书长等职。1965年1月，48岁的周荣鑫出任国务院秘书长，成为周恩来的重要助手。“文化大革命”开始后，周荣鑫受到冲击，停止了工作，被下放到宁夏平罗的“五七干校”劳动；直到1972年才恢复工作，并出任中国科学院中共核心领导小组的副组长。1975年1月17日，经周恩来提名，第四届全国人大一次会议任命周荣鑫为教育部部长。而周荣鑫的工作，受到了“四人帮”的严重干扰和破坏。
任教育部长前后，周恩来、邓小平分别约周荣鑫谈话嘱咐。到任后，在李琦支持下，准备对教育工作进行整顿。先后召开七省市中小学教育座谈会和四所高等学校高教座谈会，又亲自主持研究起草教育汇报提纲。1975年11月，毛泽东突然决定开展批邓、反击右倾翻案风。12月《红旗》杂志和《人民日报》发表《教育革命的方向不容篡改》。在江青、张春桥的策划下，迟群在幕后，时任教育部副部长周宏宝（第四届全国人民代表大会上任命）在幕前，正式提出“打倒邓小平、周荣鑫、李琦”，指挥造反派对周荣鑫、李琦连续批斗。1976年4月12日上午，教育部造反派开始对周荣鑫轮番质问和批斗，9时25分周荣鑫昏迷，9时40分北京医院的救护车到达教育部，约9时50分李先念的抢救指示抵达。但周宏宝等人等待张春桥的回答，拖到中午12时35分才送北京医院，周荣鑫因此被拖延抢救时机，次日凌晨2时去世，终年59岁。

## 家庭
女儿：周少华